# Месопотамська чагарникова пустеля
Месопотамська чагарникова пустеля (ідентифікатор WWF: PA1320) — палеарктичний екорегіон пустель і склерофітних чагарників, розташований на Близькому Сході.

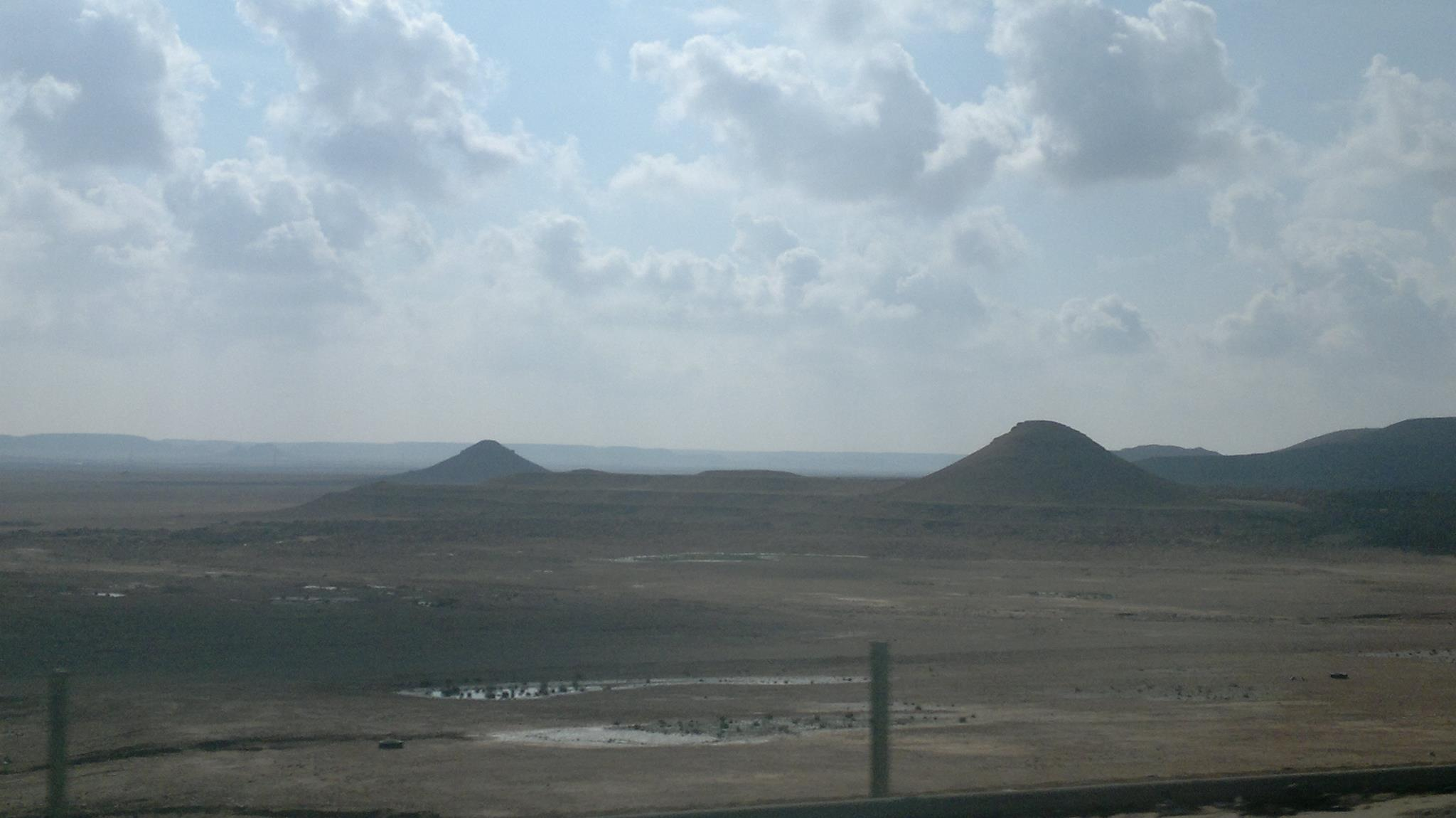
Ландшафт вздовж траси Багдад-Амман

## Географія
Екорегіон месопотамської чагарникової пустелі охоплює території Сирійської пустелі, розташованої на північному сході Йорданії, на півдні Сирії та на північному заході та півночі Іраку, досягаючи на сході передгір'їв Загросу в іранській провінції Керманшах. Також регіон включає північну частину пустелі Негев в Ізраїлі. Загалом месопотамська чагарникова пустеля є перехідною зоною між напівпосушливим близькосхідним степом на півночі та Аравійською пустелею на півдні.
Західна частина екорегіону характеризується скелястими або піщаними плато, такими як базальтове вулканічне плато Ель-Харра в Йорданії, середня висота регіону в цій частині перевищкє 600 м над рівнем моря. Східна частина екорегіону включає центральну Месопотамію, через яку протікають річки Тигр та Євфрат. Вона є більш низовинною, її середня висота становить менше ніж 100 м над рівнем моря.

## Клімат
В межах екорегіону переважає пустельний клімат. Влітку температура вдень часто перевищує 40 °C. Зими більш прохолодні, а вночі температура може опускатися нижче 0 °C. Середньорічна кількість опадів становить 120 мм, більшість з яких випадає взимку.

## Флора
Типовими рослинними угрупованнями екорегіону є склерофітні чагарники, зокрема різні види полину (Artemisia spp.), їжачнику (Anabasis spp.) та саксаулу (Haloxylon spp.). До багаторічних трав'янистих рослин належать Achillea fragrantissima та Stipagrostis plumosa, а також різні види астрагалу (Astragalus spp.). Швидкорослі ефемерні трави проростають після дощів і швидко розсіюють своє насіння, перш ніж зав'янути під літнім сонцем.
В східних передгір'ях Загросу на кам'янистих і гравійних ґрунтах ростуть зонтичні акації (Vachellia tortilis), різні види чагарників з родини чистових (Cistaceae) та різноманітні хамефіти (напівчагарники зі здерев'янілими стеблами). В заболочених місцевостях та в долинах річок ростуть зарості очерету (Phragmites spp.) та тамариксів (Tamarix spp.), а також вузьколисті осоки (Carex stenophylla) та євфратські тополі (Populus euphratica).

## Фауна
На пустельних рівнинах екорегіону живуть різноманітні види ссавців, зокрема звичайні шакали (Canis aureus), піщані лисиці (Vulpes rueppellii), звичайні каракали (Caracal caracal), смугасті гієни (Hyaena hyaena) та дикі свині (Sus scrofa). В деяких частинах регіону можна зустріти барханного кота (Felis margarita), очеретяного кота, (Felis chaus), аравійського вовка (Canis lupus arabs), аравійського леопарда (Panthera pardus nimr), білого орикса (Oryx leucoryx) та аравійську піщану газель (Gazella marica). Іншими характерними представниками екорегіону є євфратські тушкани (Scarturus euphratica) та пустельні варани (Varanus griseus). Колись в сирійській пустелі мешкали сирійські кулани (Equus hemionus hemippus), однак на початку XX століття вони вимерли внаслідок полювання на них.
Водно-болотні угіддя екорегіону, такі як озеро Тартар, мають велике значення для мігруючих птахів, деякі з яких відпочивають на них, а інші залишаються на них зимувати. Серед птахів, які залежать від прісних вод пустельних оаз, слід навести вузькодзьобу чирянку (Marmaronetta angustirostris), степового боривітра (Falco naumanni) та східного могильника (Aquila heliaca). Деяких типово пустельних птахів, таких як східних джеків (Chlamydotis macqueenii), можна побачити поблизу сезонних водних потоків, відомих як ваді. Серед характерних птахів екорегіону також слід навести чорноспинну кам'янку (Oenanthe lugens) та ендемічну базальтову кам'янку (Oenanthe warriae), поширену в пустелях Сирії та Йорданії. На території між Тигром та Євфратом мешкає ендемічний месопотамський підвид сірої ворони (Corvus cornix capellanus), а в пустелях Йорданії і Сирії — ендемічний йорданський пустельний жайворонок (Ammomanes deserti annae)

## Збереження
Оцінка 2017 року показала, що 588 км², або менше ніж 1 % екорегіону, є заповідними територіями. Природоохоронні території включають: Заповідник Ель-Азрак в Йорданії, Гірський заповідник Негев в Ізраїлі та Природний заповідник Аль-Таліла в Сирії.